# Písně z bašty
Písně z bašty – tomik wierszy czeskiego działacza niepodległościowego i poety Josefa Václava Friča, będące zapisem doświadczeń autora z czasów pobytu w więzieniu za udział w Wiośnie ludów. Tomik był napisany w 1862, ale został wydany dopiero pośmiertnie.